# Sovjet-Unie op de Olympische Winterspelen 1988
Tijdens de Olympische Winterspelen van 1988, die in Calgary (Canada) werden gehouden, nam de Sovjet-Unie voor de negende keer deel.

## Medailleoverzicht
| Sport              | Olympiër                                                                  | Discipline            | Medaille |
| ------------------ | ------------------------------------------------------------------------- | --------------------- | -------- |
| Biatlon            | Dmitri Vasiljev Sergej Tsjepikov Aleksandr Popov Valeri Medvedtsev        | 4x7,5 km estafette    | Goud     |
| Bobsleeën          | Jānis Ķipurs Vladimir Kozlov                                              | 2-mansbob (m)         | Goud     |
| Kunstrijden        | Jekaterina Gordejeva Sergej Grinkov                                       | paarrijden            | Goud     |
| Kunstrijden        | Natalja Bestemjanova Andrej Boekin                                        | ijsdansen             | Goud     |
| Langlaufen         | Michail Devjatjarov                                                       | 15 km klassiek (m)    | Goud     |
| Langlaufen         | Aleksej Prokoerorov                                                       | 30 km klassiek (m)    | Goud     |
| Langlaufen         | Tamara Tichonova                                                          | 20 km vrije stijl (v) | Goud     |
| Langlaufen         | Vida Vencienė                                                             | 10 km klassiek (v)    | Goud     |
| Langlaufen         | Svetlana Nagejkina Nina Gavriljoek Tamara Tichonova Anfisa Reztsova       | 4x5 km estafette (v)  | Goud     |
| Schaatsen          | Nikolaj Goeljajev                                                         | 1000 m (m)            | Goud     |
| IJshockey          | Olympisch team                                                            | mannen                | Goud     |
| Biatlon            | Valeri Medvedtsev                                                         | 10 km (m)             | Zilver   |
| Biatlon            | Valeri Medvedtsev                                                         | 20 km (m)             | Zilver   |
| Kunstrijden        | Jelena Valova Oleg Vasiljev                                               | paarrijden            | Zilver   |
| Kunstrijden        | Marina Klimova Sergej Ponomarenko                                         | ijsdansen             | Zilver   |
| Langlaufen         | Vladimir Smirnov                                                          | 30 km klassiek (m)    | Zilver   |
| Langlaufen         | Anfisa Reztsova                                                           | 20 km vrije stijl (v) | Zilver   |
| Langlaufen         | Raisa Smetanina                                                           | 10 km klassiek (v)    | Zilver   |
| Langlaufen         | Tamara Tichonova                                                          | 5 km klassiek (v)     | Zilver   |
| Langlaufen         | Vladimir Smirnov Vladimir Sachnov Michail Devjatjarov Aleksej Prokoerorov | 4x10 km estafette (m) | Zilver   |
| Biatlon            | Sergej Tsjepikov                                                          | 10 km (m)             | Brons    |
| Bobsleeën          | Jānis Ķipurs Guntis Osis Juris Tone Vladimir Kozlov                       | 4-mansbob (m)         | Brons    |
| Kunstrijden        | Viktor Petrenko                                                           | mannen                | Brons    |
| Langlaufen         | Vladimir Smirnov                                                          | 15 km klassiek (m)    | Brons    |
| Langlaufen         | Raisa Smetanina                                                           | 20 km vrije stijl (v) | Brons    |
| Langlaufen         | Vida Vencienė                                                             | 5 km klassiek (v)     | Brons    |
| Noordse combinatie | Allar Levandi                                                             | individueel (m)       | Brons    |
| Rodelen            | Joeri Chartsjenko                                                         | mannen                | Brons    |
| Schaatsen          | Igor Zjelezovski                                                          | 1000 m (m)            | Brons    |

## Deelnemers en resultaten

### Alpineskiën
| Olympiër               | Discipline       | Resultaat | Prestatie                                      |
| ---------------------- | ---------------- | --------- | ---------------------------------------------- |
| Sergej Petrik          | super g (m)      | dnf       | opgave                                         |
| Sergej Petrik          | reuzenslalom (m) | 30e       | 2.15,16 (+8,79) 1.09,78+1.05,38                |
| Sergej Petrik          | slalom (m)       | dnf-2     | opgave run 2 55,39+dnf                         |
| Sergej Petrik          | combinatie (m)   | dq-s1     | diskwalificatie slalom run 1 afdaling: 1.55,82 |
| Konstantin Tsjistjakov | super g (m)      | dnf       | opgave                                         |
| Konstantin Tsjistjakov | reuzenslalom (m) | 35e       | 2.16,67 (+10,30) 1.10,09+1.06,58               |
| Konstantin Tsjistjakov | slalom (m)       | dnf-1     | opgave run 1                                   |
| Konstantin Tsjistjakov | combinatie (m)   | dnf-s1    | opgave slalom run 1 afdaling: 1.55,99          |
|                        |                  |           |                                                |
| Golnoer Postnikova     | afdaling (v)     | 16e       | 1.28,23 (+2,37)                                |
| Golnoer Postnikova     | combinatie (v)   | dnf-a     | opgave afdaling                                |

### Biatlon
| Olympiër                                                                | Discipline             | Resultaat | Prestatie |
| ----------------------------------------------------------------------- | ---------------------- | --------- | --- |
| Joeri Kasjkarov                                                         | 10 km (m)              | 18e       | 26.49,1 (+1.41,0) pen.: 3 (1 + 2)                                                                                 |
| Joeri Kasjkarov                                                         | 20 km (m)              | 5e        | 57.43,1 (+1.09,8) pen.: 2 (0 + 1 + 1 + 0)                                                                         |
| Valeri Medvedtsev                                                       | 10 km (m)              | Zilver    | 25.23,7 (+15,6) pen.: 0 (0 + 0)                                                                                   |
| Valeri Medvedtsev                                                       | 20 km (m)              | Zilver    | 56.54,6 (+21,3) pen.: 2 (0 + 1 + 0 + 1)                                                                           |
| Aleksandr Popov                                                         | 20 km (m)              | 12e       | 59.24,0 (+2.50,7) pen.: 3 (0 + 2 + 1 + 0)                                                                         |
| Sergej Tsjepikov                                                        | 10 km (m)              | Brons     | 25.29,4 (+21,3) pen.: 0 (0 + 0)                                                                                   |
| Sergej Tsjepikov                                                        | 20 km (m)              | 4e        | 57.17,5 (+44,2) pen.: 1 (0 + 1 + 0 + 0)                                                                           |
| Dmitri Vasiljev                                                         | 10 km (m)              | 9e        | 26.09,7 (+1.01,6) pen.: 1 (0 + 1)                                                                                 |
| Team Dmitri Vasiljev Sergej Tsjepikov Aleksandr Popov Valeri Medvedtsev | 4x7,5 km estafette (m) | Goud      | 1:22.30,0 pen.: 0 21.04,3 pen.: 0 (0 + 0) 20.12,0 pen.: 0 (0 + 0) 20.35,1 pen.: 0 (0 + 0) 20.38,6 pen.: 0 (0 + 0) |

### Bobsleeën
| Olympiër                                                 | Discipline                   | Resultaat | Prestatie                                         |
| -------------------------------------------------------- | ---------------------------- | --------- | ------------------------------------------------- |
| Jānis Ķipurs Vladimir Kozlov                             | 2-mansbob (m) Sovjet-Unie I  | Goud      | 3.53,48 (57,43 / 58,05 / 59,52 / 58,48)           |
| Zintis Ekmanis Aivars Trops                              | 2-mansbob (m) Sovjet-Unie II | 9e        | 3.56,92 (+3,44) (57,95 / 59,12 / 1.00,72 / 59,13) |
| Māris Poikāns Olafs Kļaviņš Ivars Bērzups Juris Jaudzems | 4-mansbob (m) Sovjet-Unie I  | 5e        | 3.48,35 (+0,84) (56,75 / 57,66 / 56,70 / 57,24)   |
| Jānis Ķipurs Guntis Osis Juris Tone Vladimir Kozlov      | 4-mansbob (m) Sovjet-Unie II | Brons     | 3.48,26 (+0,75) (56,72 / 57,28 / 56,41 / 57,85)   |

### Kunstrijden
| Olympiër                            | Discipline | Resultaat | Prestatie                                                      |
| ----------------------------------- | ---------- | --------- | -------------------------------------------------------------- |
| Viktor Petrenko                     | mannen     | Brons     | 7,8 punten (verpl. figuren: 6 - korte kür: 3 - lange kür: 3)   |
| Aleksandr Fadejev                   | mannen     | 4e        | 8,2 punten (verpl. figuren: 1 - korte kür: 9 - lange kür: 4)   |
| Vladimir Kotin                      | mannen     | 6e        | 13,4 punten (verpl. figuren: 5 - korte kür: 6 - lange kür: 8)  |
| Kira Ivanova                        | vrouwen    | 7e        | 13,6 punten (verpl. figuren: 1 - korte kür: 10 - lange kür: 9) |
| Anna Kondrasjova                    | vrouwen    | 8e        | 15,2 punten (verpl. figuren: 9 - korte kür: 7 - lange kür: 7)  |
| Jekaterina Gordejeva Sergej Grinkov | paarrijden | Goud      | 1,4 punten (korte kür: 1 - lange kür: 1)                       |
| Jelena Valova Oleg Vasiljev         | paarrijden | Zilver    | 2,8 punten (korte kür: 2 - lange kür: 2)                       |
| Larisa Seleznova Oleg Makarov       | paarrijden | 4e        | 6,4 punten (korte kür: 6 - lange kür: 4)                       |
| Natalja Bestemjanova Andrej Boekin  | ijsdansen  | Goud      | 2,0 punten (verpl. dans: 1 - org. dans: 1 - vrije dans: 1)     |
| Marina Klimova Sergej Ponomarenko   | ijsdansen  | Zilver    | 4,0 punten (verpl. dans: 2 - org. dans: 2 - vrije dans: 2)     |
| Natalija Annenko Genrich Sretenski  | ijsdansen  | 4e        | 8,0 punten (verpl. dans: 4 - org. dans: 4 - vrije dans: 4)     |

### Langlaufen
| Olympiër                                                                       | Discipline            | Resultaat | Prestatie                                         |
| ------------------------------------------------------------------------------ | --------------------- | --------- | ------------------------------------------------- |
| Aleksandr Batyoek                                                              | 15 km klassiek (m)    | 15e       | 43.08,7 (+1.49,8)                                 |
| Joeri Boerlakov                                                                | 30 km klassiek (m)    | 12e       | 1:28.02,4 (+3.36,1)                               |
| Joeri Boerlakov                                                                | 50 km vrije stijl (m) | 26e       | 2:12.02,2 (+7.31,3)                               |
| Michail Devjatjarov                                                            | 15 km klassiek (m)    | Goud      | 41.18,9                                           |
| Michail Devjatjarov                                                            | 30 km klassiek (m)    | 4e        | 1:25.31,3 (+1.05,0)                               |
| Michail Devjatjarov                                                            | 50 km vrije stijl (m) | 25e       | 2:12.01,7 (+7.30,8)                               |
| Aleksej Prokoerorov                                                            | 15 km klassiek (m)    | 18e       | 43.36,9 (+2.18,0)                                 |
| Aleksej Prokoerorov                                                            | 30 km klassiek (m)    | Goud      | 1:24.26,3                                         |
| Aleksej Prokoerorov                                                            | 50 km vrije stijl (m) | 38e       | 2:14.01,0 (+9.30,1)                               |
| Vladimir Sachnov                                                               | 50 km vrije stijl (m) | 12e       | 2:09.00,1 (+4.29,2)                               |
| Vladimir Smirnov                                                               | 15 km klassiek (m)    | Brons     | 41.48,5 (+29,6)                                   |
| Vladimir Smirnov                                                               | 30 km klassiek (m)    | Zilver    | 1:24.35,1 (+8,8)                                  |
| Team Vladimir Smirnov Vladimir Sachnov Michail Devjatjarov Aleksej Prokoerorov | 4x10 km estafette (m) | Zilver    | 1:44.11,3 (+12,7) 26.20,5 25.48,2 26.06,4 25.56,2 |
|                                                                                |                       |           |                                                   |
| Nina Gavriljoek                                                                | 20 km vrije stijl (v) | dq        | diskwalificatie                                   |
| Svetlana Nagejkina                                                             | 5 km klassiek (v)     | 8e        | 15.29,9 (+25,9)                                   |
| Svetlana Nagejkina                                                             | 10 km klassiek (v)    | 4e        | 30.26,5 (+18,2)                                   |
| Anfisa Reztsova                                                                | 20 km vrije stijl (v) | Zilver    | 56.12,8 (+19,2)                                   |
| Raisa Smetanina                                                                | 5 km klassiek (v)     | 10e       | 15.35,9 (+31,9)                                   |
| Raisa Smetanina                                                                | 10 km klassiek (v)    | Zilver    | 30.17,0 (+8,7)                                    |
| Raisa Smetanina                                                                | 20 km vrije stijl (v) | Brons     | 57.22,1 (+1.28,5)                                 |
| Tamara Tichonova                                                               | 5 km klassiek (v)     | Zilver    | 15.05,3 (+1,3)                                    |
| Tamara Tichonova                                                               | 10 km klassiek (v)    | 5e        | 30.38,9 (+30,6)                                   |
| Tamara Tichonova                                                               | 20 km vrije stijl (v) | Goud      | 55.53,6                                           |
| Vida Vencienė                                                                  | 5 km klassiek (v)     | Brons     | 15.11,1 (+7,1)                                    |
| Vida Vencienė                                                                  | 10 km klassiek (v)    | Goud      | 30.08,3                                           |
| Team Svetlana Nagejkina Nina Gavriljoek Tamara Tichonova Anfisa Reztsova       | 4x5 km estafette (v)  | Goud      | 59.51,1 15.12,4 15.06,7 14.53,9 14.38,1           |

### Noordse combinatie
| Olympiër                                         | Discipline      | Resultaat | Prestatie                                                                                    |
| ------------------------------------------------ | --------------- | --------- | -------------------------------------------------------------------------------------------- |
| Allar Levandi                                    | individueel (m) | Brons     | +1.04,3 — schans: 216,6 p — 15 km: 39.12,4                                                   |
| Vasili Savin                                     | individueel (m) | 10e       | +1.55,4 — schans: 203,7 p — 15 km: 38.37,5                                                   |
| Andrej Doendakov                                 | individueel (m) | 12e       | +2.53,6 — schans: 194,0 p — 15 km: 38.31,1                                                   |
| Sergej Nikiforov                                 | individueel (m) | 14e       | +3.15,5 — schans: 191,8 p — 15 km: 38.38,3                                                   |
| Team Andrej Doendakov Vasili Savin Allar Levandi | team (m)        | dnf       | opgave — schans: 282,5 p — 30 km: niet gestart schans: 187,3 p schans: 95,2 p schans: opgave |

### Rodelen
| Olympiër                             | Discipline | Resultaat | Prestatie                                             |
| ------------------------------------ | ---------- | --------- | ----------------------------------------------------- |
| Joeri Chartsjenko                    | mannen     | Brons     | 3.06,274 (+0,726) (46,391 / 46,605 / 46,475 / 46,803) |
| Sergej Danilin                       | mannen     | 6e        | 3.07,098 (+1,550) (46,564 / 46,827 / 46,648 / 47,059) |
| Valeri Doedin                        | mannen     | 17e       | 3.08,880 (+3,332) (47,812 / 46,982 / 47,061 / 47,025) |
| Joelija Antipova                     | vrouwen    | 5e        | 3.05,787 (+1,814) (46,449 / 46,425 / 46,610 / 46,303) |
| Nadezjda Danilina                    | vrouwen    | 8e        | 3.06,364 (+2,391) (46,597 / 46,447 / 46,613 / 46,707) |
| Irina Koesakina                      | vrouwen    | 10e       | 3.07,043 (+3,070) (46,690 / 47,071 / 46,643 / 46,639) |
| Vitali Melnik Dmitri Aleksejev       | dubbel     | 6e        | 1.32,459 (+0,519) (46,060 / 46,399)                   |
| Jevgeni Beloessov Aleksandr Beljakov | dubbel     | 7e        | 1.32,553 (+0,613) (45,973 / 46,580)                   |

### Schaatsen
| Olympiër           | Discipline   | Resultaat | Prestatie         |
| ------------------ | ------------ | --------- | ----------------- |
| Andrej Bachvalov   | 1000 m (m)   | 11e       | 1.14,39 (+1,36)   |
| Sergej Berezin     | 5000 m (m)   | 23e       | 6.58,08 (+13,45)  |
| Sergej Berezin     | 10.000 m (m) | 9e        | 14.20,48 (+32,28) |
| Andrej Bobrov      | 1500 m (m)   | 35e       | 1.58,97 (+6,91)   |
| Dmitri Botsjkarjov | 5000 m (m)   | 17e       | 6.56,57 (+11,94)  |
| Sergej Fokitsjev   | 500 m (m)    | 4e        | 36,82 (+0,37)     |
| Nikolaj Goeljajev  | 500 m (m)    | 36e       | 1.02,86 (+26,41)  |
| Nikolaj Goeljajev  | 1000 m (m)   | Goud      | 1.13,03           |
| Nikolaj Goeljajev  | 1500 m (m)   | 7e        | 1.53,04 (+0,98)   |
| Aleksandr Klimov   | 1500 m (m)   | 6e        | 1.52,97 (+0,91)   |
| Joeri Kljoejev     | 5000 m (m)   | 26e       | 7.00,01 (+15,38)  |
| Joeri Kljoejev     | 10.000 m (m) | 6e        | 14.09,68 (+21,48) |
| Vitali Makovetski  | 500 m (m)    | 12e       | 37,35 (+0,90)     |
| Aleksandr Mozin    | 10.000 m (m) | 18e       | 14.28,91 (+40,71) |
| Boris Repnin       | 1000 m (m)   | 12e       | 1.14,41 (+1,38)   |
| Igor Zjelezovski   | 500 m (m)    | 6e        | 36,94 (+0,49)     |
| Igor Zjelezovski   | 1000 m (m)   | Brons     | 1.13,19 (+0,16)   |
| Igor Zjelezovski   | 1500 m (m)   | 4e        | 1.52,63 (+0,57)   |
|                    |              |           |                   |
| Svetlana Bojko     | 3000 m (v)   | 6e        | 4.22,90 (+10,96)  |
| Svetlana Bojko     | 5000 m (v)   | 4e        | 7.28,39 (+14,26)  |
| Jelena Iljina      | 500 m (v)    | 16e       | 41,15 (+2,05)     |
| Jelena Iljina      | 1000 m (v)   | 18e       | 1.22,40 (+4,75)   |
| Jelena Lapoega     | 1500 m (v)   | 5e        | 2.04,24 (+3,56)   |
| Jelena Lapoega     | 3000 m (v)   | 7e        | 4.23,29 (+11,35)  |
| Jelena Lapoega     | 5000 m (v)   | 5e        | 7.28,65 (+14,52)  |
| Natalja Sjive      | 500 m (v)    | 9e        | 40,66 (+1,56)     |
| Natalja Sjive      | 1000 m (v)   | 20e       | 1.22,99 (+5,34)   |
| Jelena Toemanova   | 1500 m (v)   | 15e       | 2.07,71 (+7,03)   |
| Jelena Toemanova   | 3000 m (v)   | 9e        | 4.24,07 (+12,13)  |
| Jelena Toemanova   | 5000 m (v)   | 15e       | 7.40,82 (+26,69)  |

### Schansspringen
| Olympiër         | Discipline                     | Resultaat | Prestatie                                        |
| ---------------- | ------------------------------ | --------- | ------------------------------------------------ |
| Michail Jesin    | normale schans individueel (m) | 39e       | 171,6 punten 92,1 p. (80,0 m) + 79,5 p. (74,0 m) |
| Edoeard Soebotsj | normale schans individueel (m) | 38e       | 173,6 punten 83,7 p. (76,0 m) + 89,9 p. (78,0 m) |

### IJshockey
| Olympiër | Discipline | Resultaat | Prestatie |
| --- | ---------- | --------- | --- |
| Ilja Bjakin Igor Stelnov Vjatsjeslav Fetisov Aleksej Goesarov Aleksej Kasatonov Sergej Starikov Vjatsjeslav Bykov Sergej Jasjin Valeri Kamenski Sergej Svetlov Aleksandr Tsjernych Andrej Chomoetov Vladimir Kroetov Igor Larionov Andrej Lomakin Sergej Makarov Aleksandr Mogilny Anatoli Semjonov Aleksandr Kozjevnikov Igor Kravtsjoek Sergej Mylnikov | mannen     | Goud      | Voorronde groep B: 1- 2 Sovjet-Unie - Bondsrepubliek Duitsland 7- 5 Sovjet-Unie - Verenigde Staten 10- 1 Sovjet-Unie - Noorwegen 4- 0 Sovjet-Unie - Oostenrijk 6- 1 Sovjet-Unie - Tsjecho-Slowakije Finaleronde: 2- 6 Sovjet-Unie - Zweden 5- 2 Sovjet-Unie - Finland 3- 6 Sovjet-Unie - Canada |

Amerikaanse Maagdeneilanden · Andorra · Argentinië · Australië · België · Bolivia · Bondsrepubliek Duitsland · Bulgarije · Canada · Chili · China · Chinees Taipei · Costa Rica · Cyprus · Denemarken · Duitse Democratische Republiek · Fiji · Filipijnen · Finland · Frankrijk · Griekenland · Groot-Brittannië · Guam · Guatemala · Hongarije · IJsland · India · Italië · Jamaica · Japan · Joegoslavië · Libanon · Liechtenstein · Luxemburg · Marokko · Mexico · Monaco · Mongolië · Nederland · Nederlandse Antillen · Nieuw-Zeeland · Noord-Korea · Noorwegen · Oostenrijk · Polen · Portugal · Puerto Rico · Roemenië · San Marino · Sovjet-Unie · Spanje · Tsjecho-Slowakije · Turkije · Verenigde Staten · Zuid-Korea · Zweden · Zwitserland